# Kamień (Góry Świętokrzyskie)
Kamień (Piekło) – wzniesienie o wysokości 399 m n.p.m., położone w Górach Świętokrzyskich na Wzgórzach Tumlińskich, 
Przez górę przebiega  Główny Szlak Świętokrzyski im. Edmunda Massalskiego z Gołoszyc do Kuźniaków. Najłatwiejsze dojście z Miedzianej Góry od ul. Śliskiej lub Kamiennej.
Góra Kamień jest swoistym ewenementem geologicznym w ciągu Wzgórz Tumlińskich, gdyż w przeciwieństwie do zbudowanych z czerwonych piaskowców triasowych wzniesień Góry Grodowej, Wykieńskiej czy Ciosowej, położona jest na wychodniach skał dewońskich.
Na zachód od szczytu, w części grzbietowej góry znajduje się odsłonięcie geologiczne „Piekło”.